# Endosperm
Endosperm je tkivo nastalo unutar semena, a koje služi prehrani klice. Okružuje embrion i daje hranu u obliku skroba, ali može da sadrži delom ulја i proteine. Endosperm je takođe značajan izvor hraniva za lјude i životinje.
Primer toga je pšenica kao značajan izvor hrane. Kod golosemenica endosperm nastaje pre oplodnje (primarni, haploidni endosperm), dok se kod skrivenosemenica razvija nakon oplodnje (sekundarni, triploidni endosperm), najčešće spajanjem sekundarnog (diploidnog) jedra embrionske kese sa jednom spermatičnim jedrom.

## Poreklo endosperma
Prve bilјke cvetnice imale su seme sa malim embrionom i velikim endospermom, a kroz evolutivni razvoj došlo je do pojave bilјаka sa zrelim semenkama, bez endosperma ili sa veoma malo endosperma. Kod pojedinih cvetnica embrion zauzima većinu semena, a endosperm se ne razvija ili je absorbovan pre sazrevanja semena.

### Dvostruka oplodnja
Endosperm se formira kada dva spermatična jedra unutar polenovog zrna uđu u unutrašnjost embrionove kesice ili ženskog gametofita. Jedno spermatično jedro oplodi jajnu ćeliju, formirajući zigot, dok se drugo spermatičo jedro obično spaja sa sekundarnim jedrom embionove kesice, formirajući ćelije sekundarnog endosperma (tako formirana jedra se nazivaju i trostruko spojena jedra: triple nuclei). Ćelije,koje su nastale u procesu dvostruke oplodnje razvijaju se u endosperm

### Formiranje endosperma
Postoje tri vrste razvoja endosperma:
Jedarno formiranje endosperma uklјučuje ponavlјеnje slobodne podele jedra. Ako se formira ćelijski zid, on nastaje nakon slobodne podele jedra. Obično se označava kao tečni endosperm.
Ćelijsko formiranje endosperma podrazumeva da se formiranje ćelijskog zida izvodi istovremeno kada i podele jedra.
Helobijalno formiranje endosperma obeleženo je formiranjem ćelijskog zida između prva dva jedra, nakon čega je polovina endosperm razvija prema jedarnom , a druga polovina prema ćelijskom obrascu.

## Uloga endosperma u razvoju semena
U nekim grupama (npr zrna porodice Poaceae ) endosperma opstaje u zreloj fazi semena kao tkivo za skladištenje, u kom slučaju se seme pod nazivom "belančevinasto" ili "albuminsko", a kod drugih se apsorbuje tokom razvoja embriona, u kom slučaju se seme pod nazivom " eksalbuminsko " ili " kotiledonsko " i funkciju za skladištenje tkiva vrši uvećanim kotiledonima ( "seme lišća"). U određenim vrstama (npr kukuruz, Zea mais ); Funkcija skladištenje je podelјеn između oba endosperma i embriona. . Neka zrela endospermna tkiva skladište masti (npr. ricinus, Ricinis communis ), a druga (uklјučujući žitarice, kao što su pšenica i kukuruz) skladišti se uglavnom skrob.
Praškaste semenke, kao kod orhideja nemaju endosperma. Kod nekih drugih vrsta, kao što je kafa, endosperm se i ne razvija. Umesto toga, nucelus proizvodi hranjiva tkiva zvana "perisperm". Endosperm nekih vrsta je odgovoran za mirovanja semena. Mehanizam rast bilјаka pobolјšava produktivnost endosperma i posreduje u transferu hranjivih materija iz bilјke majke embriona. Deluje kao lokaciju za gensko utiskivanje, a odgovoran je za prekid rasta sjemena proizvedenog od genetički nepodudarnih roditelја. U cvetnica, endosperm sadrži hormone, kao što su citokinini, kojima se uređuje ćelijska diferencijacija i formiranje embrionskih organa.

## Spoljašnje veze
- Funkcije endosperma u semenu
- Endospermne ćelije
- Bionet škola Архивирано на веб-сајту  (26. јул 2015)
- Video prikaz